# Misteris Romans
Misteris Romans és una col·lecció de 12 llibres, escrita per Caroline Lawrence. El primer llibre, The Thieves of Ostia, va ser publicat en el 2001, acabant amb el The Man from Pomegranate Street, publicat el 2009, no obstant 17 novel·les més estan planejades, a més d'una sèrie de títols acompanyants de "mini-misteris".
L'acció dels llibres passa a l'antic Imperi Romà durant el regnat de l'emperador Tit. Es narren les aventures de quatre nens que resolen misteris i tenen aventures a Òstia, Roma, Grècia, i més enllà: Flàvia, una noieta romana que viu a Òstia; Núbia, una esclava d'Àfrica; Jonathan, un noi jueu; i Llop, un captaire mut.
A continuació hi ha la llista dels 12 llibres de la col·lecció, el primer, anomenat  Lladres en el fòrum  va ser escrit el 2002.

## Novel·les
1. The Thieves of Ostia (2001) és el primer llibre de la col·lecció Misteris Romans de Caroline Lawrence. Any 79 dC. Flàvia Gemina, filla d'un mariner romà, està a punt de viure una emocionant aventura. En investigar on ha anat a parar un anell del seu pare, Flàvia coneix Jonathan, un nen jueu, Núbia, una nena esclava africana, i Llop, el petit mut. A partir d'això, els quatres amics començaran a resoldre la misteriosa mort d'uns gossos, recorrent junts el fòrum, la necròpolis romana i el port d'Òstia, i el millor de tot, és que es convertiran en "grans amics".[1]
2. The Secrets of Vesuvius (2001)
3. The Pirates of Pompeii (2002)
4. The Assassins of Rome (2002)
5. The Dolphins of Laurentum (2003)
6. The Twelve Tasks of Flavia Gemina (2003)
7. The Enemies of Jupiter (2003)
8. The Gladiators from Capua (2004)
9. The Colossus of Rhodes (2005)
10. The Fugitive from Corinth (2005)
11. The Sirens of Surrentum (2006)
12. The Charioteer of Delphi (2006)
13. The Slave-girl from Jerusalem (2007)
14. The Beggar of Volubilis (2008)
15. The Scribes from Alexandria (2008)
16. The Prophet from Ephesus (2009)
17. The Man from Pomegranate Street (2009)

## Personatges principals
| Personatges   | Descripció |
| Flàvia Gèmina | És filla del Capità Gèmina, és molt enginyosa i és veïna de Jonatan                                                                                     |
| Núbia         | És una nena africana, se la van emportar del seu país com a esclava i Flàvia la va comprar perquè va tenir compassió d'ella                             |
| Jonatan       | És fill de Mardoqueu i germà de Miriam. És jueu encara que creu en Jesucrist. És veí de Flàvia Gèmina                                                   |
| Llop          | És mut i abans que es fes amic de Flàvia, Jonathan i Núbia, era un captaire, i és un ajudant magnífic per a la colla.                                   |
| Capità Gèmina | És el pare de Flàvia i vidu de Myrtilles. És un mariner i el seu vaixell porta el nom de la seva dona.                                                  |
| Mardoqueu     | És el pare de Jonatan i de Miriam. És un metge que va haver de sortir de Jerusalem amb els seus fills quan l'Emperador Tito va assetjar aquesta ciutat. |
| Miriam        | És filla de Mardoqueu, i germana de Jonatan. És jueva encara que creu en Jesucrist i veïna de Flàvia.                                                   |

## Personatges secundaris
| Personatges        | Descripció |
| Arist              | És preceptor de Flàvia Gèmina, filla del capità Gèmina i en El Fugitiu de Corint , Flàvia i els seus amics el persegueixen creient que és el que ha intentat assassinar el Capità Gemina, però es descobreix que va ser el germà d'Arist. Apareix en tots els llibres, en alguns almenys esmentat. |
| Pulcre             | Filla de Publi Poli Félix, amiga de Flàvia. Apareix en Els pirates de Pompeia i en Les sirenes de Sorrento |
| Tit Flavi Vespasià | Emperador en l'any 79 i 80 dC, l'època en què succeeix la història. Apareix en Els assassins de Roma , Els enemics de Júpiter , Els gladiadors de Capua i en L'auriga de Delfos |
| Escopes            | Auriga de carreres basat en escorpa, un auriga que va arribar a guanyar més de 2000 carreres i que apareix en L'auriga de Delfos |
| Cai Gèmina         | Oncle de Flàvia i germà del capità Gemina, apareix en Els secrets del Vesuvi i surt esmentat en Les sirenes de Sorrento i L'auriga de Delfos |
| Venalici           | És oncle de Llop i traficant de esclaus i apareix en Els pirates de Pompeia I en Els dofins de Laurentum |
| Publi Poli Félix   | És pare de pulcra i espòs de Pola Argentaria, ex-esposa de Lucà i Flàvia està enamorat d'ell. Apareix en Les sirenes de Sorrento i en Els pirates de Pompeia |